# Цицианов, Дмитрий Иванович
Дмитрий Иванович Цицианов (4 (16) апреля 1800, Москва — 20 октября (1 ноября) 1850, Санкт-Петербург) — российский военный и государственный служащий, драматург. Из рода князей Цициановых (Цицишвили).

## Биография
Сын бригадира И. Д. Цицианова, племянник генерала П. Д. Цицианова. Воспитывался в Пажеском корпусе, выпущен прапорщиком в Гвардейский генеральный штаб. В 1825 в чине поручика был назначен состоять для особых поручений при генерал-квартирмейстере 1-й армии Д. П. Бутурлине. В 1827 переведён в лейб-гвардии Измайловский полк и назначен адъютантом при главном директоре кадетских корпусов генерал-адъютанте Н. И. Демидове, но через 8 месяцев снова переведён на прежнюю должность. В 1828–1829 участвовал в турецкой кампании, состоял при великом князе Михаиле Павловиче, по поручению которого вёл переговоры о сдаче крепости Браилова, и был в сражениях под Буламлыком и Шумлой.
В 1831 участвовал в польской кампании в звании дивизионного квартирмейстера. В 1832 назначен правителем дел Императорской военной академии с переводом в лейб-гвардии Преображенский полк и в том же году произведён в полковники.. В 1833 назначен старшим адъютантом при дежурном генерале Главного штаба.
19 апреля 1842 произведён в действительные статские советники с назначением состоять при военном министре и 10 августа того же года назначен состоящим при графе П. А. Клейнмихеле по телеграфной части. В мае 1850 вышел в отставку.
Похоронен на Волковом кладбище.

## «Настоящий ревизор»
Премьера комедии Н. В. Гоголя «Ревизор» состоялась в апреле 1836 г. Как предполагают исследователи, сразу же после этого по инициативе Николая I была заказана пьеса, которая ослабила бы сатирическое звучание «Ревизора», и в которой были бы наказаны чиновники-преступники. Уже 14 июля в Санкт-Петербурге и 27 августа в Москве состоялись премьерные спектакли комедии «Настоящий ревизор». Имя автора на афишах не было указано, не названо оно и в печатном издании, вышедшем в том же 1836 г. Через некоторое время появились упоминания, что автор – «некий князь Цицианов». Только в 1985 г. была опубликована книга Р. С. Ахвердян, в которой на основании архивных документов доказывается авторство Д. И. Цицианова.

## Сочинения
- Настоящий ревизор : Комедия в 3 днях или действиях, служащая продолжением комедии «Ревизор», соч. г. Гоголем. СПб. : лип. Х. Гинце, 1836. VIII, 125 с.
- Особый словарь для оптического телеграфа, составленный действительным статским советником князем Цициановым. СПб. : Воен. тип., 1842. [128] с.
- Словарь для внутренних сношений телеграфических дирекций, составленный действительным статским советником князем Цициановым. СПб. : Воен. тип., 1842. [134] с.